# (36516) 2000 QV74
2000 QV74 (asteroide 36516) é um asteróide da cintura principal. Possui uma excentricidade de 0.1084130 e uma inclinação de 9.28075º.
Este asteroide foi descoberto no dia 24 de agosto de 2000 por LINEAR em Socorro.